# Gmina związkowa Wirges
Gmina związkowa Wirges (niem. Verbandsgemeinde Wirges) – gmina związkowa w Niemczech, w kraju związkowym Nadrenia-Palatynat, w powiecie Westerwald. Siedziba gminy związkowej znajduje się w mieście Wirges.

## Podział administracyjny
Gmina związkowa zrzesza dwanaście gmin, w tym jedną gminę miejską (Stadt) oraz jedenaście gmin wiejskich:
1. Bannberscheid
2. Dernbach (Westerwald)
3. Ebernhahn
4. Helferskirchen
5. Leuterod
6. Mogendorf
7. Moschheim
8. Niedersayn
9. Ötzingen
10. Siershahn
11. Staudt
12. Wirges